# Benzoe

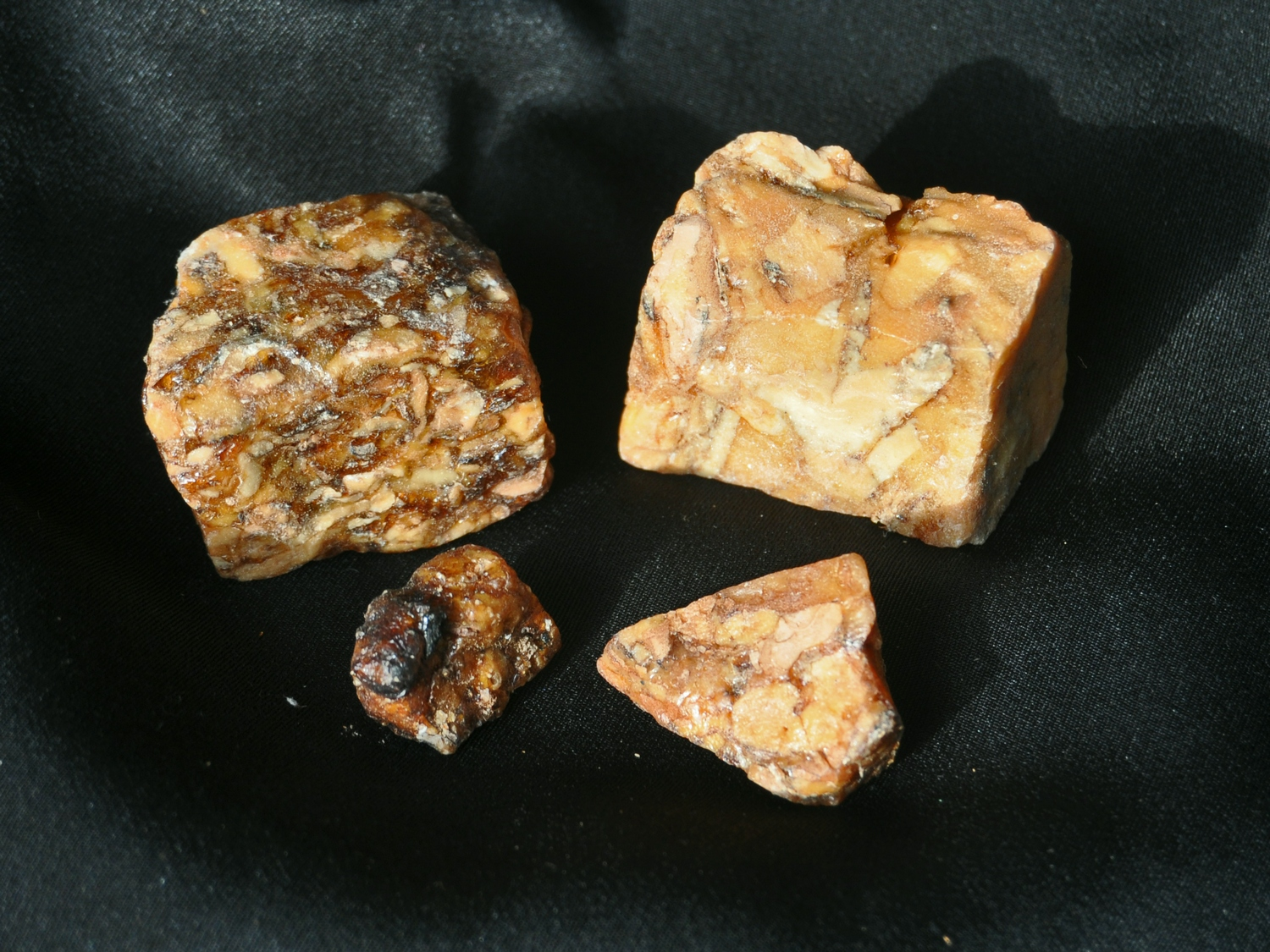
Sumatra-Benzoe

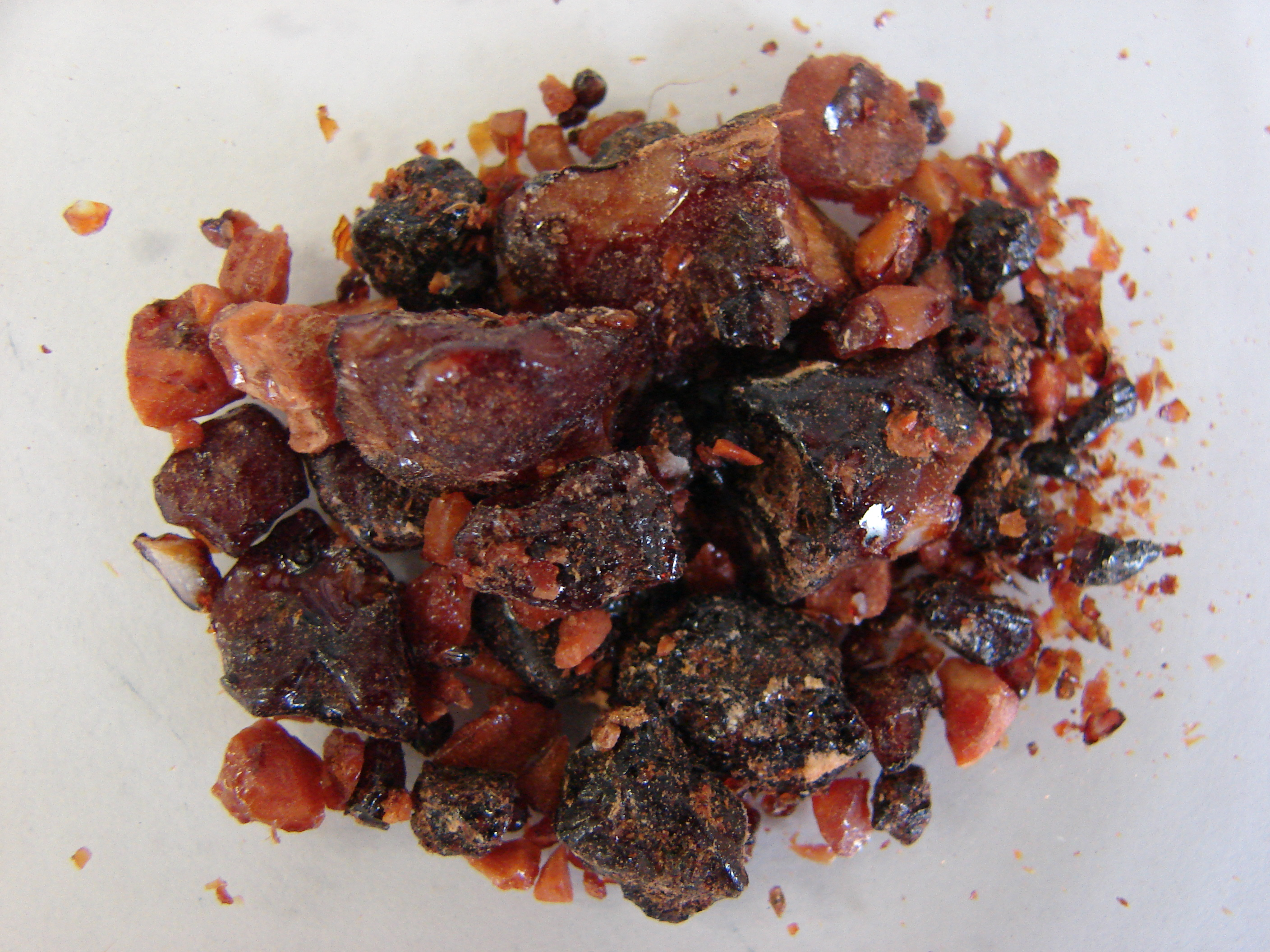
Siam-Benzoe

Als Benzoe [ˈbɛnt͜soe] oder Benzoeharz bezeichnet man das Harz verschiedener Storaxbäume (Styrax spp.). Zu unterscheiden sind in der Hauptsache die Arten Siam-Benzoe (Styrax tonkinensis Craib) und Sumatra-Benzoe (Styrax benzoin Dryand.) sowie Styrax paralleloneurus, die zu den Storaxbaumgewächsen (Styracaceae) zählen. Die wildwachsenden immergrünen Bäume (Styrax tonkinensis) werden in Thailand, Laos, Vietnam und Kambodscha geerntet, während Sumatra-Benzoe und Styrax paralleloneurus ein regional begrenztes Produkt darstellen. Vom Benzoeharz zu unterscheiden ist das Styraxharz des verwandten Storaxbaums (Styrax officinalis) oder von  Amberbäumen (Liquidambar spp.). Andere sind die Sumatra-Arten Styrax ridleyanus und Styrax subpaniculatus sowie Styrax serrulatus aus Indien und Malaysia und die Südamerikanischen Arten Styrax camporum und Styrax ferrugineus, Styrax argenteus und Styrax warscewiczii (deren Harz wird hier „estoraque“ oder „beijoeiro“ genannt) sowie Styrax tessmannii, Styrax pearcei.

## Etymologie
Das arabische Wort für Benzoeharz, luban dschawi (لبان
جاوي, „Weihrauch aus Java“), gelangte durch Handelsbeziehungen mit Katalonien nach Europa. Mit dem Wegfall der ersten Silbe (bandschawi) und der Änderung des ersten a zu e entstand im italienisch benjuì, im Mittellateinischen benzoë.

## Eigenschaften
Der Geruch des leicht rötlichen Siam-Benzoe ist haftend, intensiv balsamisch, leicht schokoladig und erinnert an Vanille. Das dunkelgelbe Sumatra-Benzoe wirkt wärmer, deutlich cremiger und süßer.
Die den Geruch bestimmenden Hauptinhaltsstoffe sind Benzoesäure-, Zimtsäure-Ester und Vanillin. Im Sumatra-Benzoe sind es Coniferylcinnamat, Benzaldehyd und geringe Mengen Styrol und im Siam-Benzoe Coniferylbenzoat, Benzoesäure und Cinnamylbenzoat.

## Verwendung
Das wohlriechende Benzoeharz wird in der Regel getrocknet in seiner Harzform (lateinisch früher auch als Asa dulcis bezeichnet – im Gegensatz zur übelriechenden Asa foetida) angeboten und kann hervorragend verräuchert werden. In Indien ist Benzoe ein Bestandteil von Tempel-Weihrauch-Mischungen. In der russisch-orthodoxen Kirche ist es (und nicht das Harz des eigentlichen Weihrauchbaumes) der Hauptbestandteil des Kirchen-Weihrauchs. Das Räucherwerk Papier d’Arménie (Armenisches Papier) verströmt einen intensiven Benzoeduft. Benzoe wird auch zur Parfümherstellung verwendet; es eignet sich besonders für orientalische und warme Duftkompositionen, zugleich dient es als Fixateur.
In der römisch-katholischen Kirche ist das Harz ein Bestandteil des Balsamöls. Dieses Öl wird bei der Spendung des Sakraments der Krankensalbung (früher auch „Letzte Ölung“ genannt) eingesetzt.
Benzoesäure ist ein Konservierungsstoff in der Lebensmittelindustrie. In Italien verwendet man Benzoe zur Herstellung von Orzata-Sirup.
Im Musikinstrumentenbau (z. B. Geigenbau) ist Benzoe ein Bestandteil des Geigenlackes.